# Posijeci-i-spali
Posijeci-i-spali (slash-and-burn, swidden;  'shifting cultivation' ), najznačajnija metoda dobivanja obradivog tla raširen kod većine agrarnih plemena tropskog pojasa kišnih šuma. Nalazimo ga napose u kišnim šumama Amazone u Južnoj Americi, i kod brojnih plemena Nove Gvineje, Afrike, Filipina i drugdje gdje je poznat pod raznim nazivima. U Africi se naziva swidden, caingin na Filipinima, i milpa u Srednjoj Americi. Ovisno o vrsti tla i vegetacije, varira period odležavanja tla tijekom kojega tlo mora ostat neobrađeno. Za kišnu šumu zemljište za obradu koje je dobiveno postupkom sječe i paljenja vegetacije, nakon jedne do tri godine obrade mora ostat neobrađeno 20 ili više godina. U području buša sadnja traje do 8 godina nakon čega tlo mora odležat šest do deset godina. Paljenjem travnatih površina tlo se sadi nekoliko godina između kojih jednu do dvije godine mora odležati.
Kod polunomadskih plemena Indijanaca u šumama Amazone iskrči se manja površina u šumi, nakon čega se porušena vegetacija zapali, a pepeo koji ostane, plodno je gnojivo za budućih najviše tri godine. Nakon što se tlo iscrpi i postane jalovo, pleme napušta taj dio džungle i odlazi dalje, da bi ponovno na drugom mjestu iskrčili novu česticu zemlje. Pripremu tla rade muškarci, dok su žene, u većini slučajeva, zadužene za sadnju i berbu uz pratnju i zaštitu ratnika.  
Sistem swidden ili posijeci-i-spali bio je prisutan i u pred-povijesnoj Europi. Njegove glavne karakteristike su:
a) malena površina iskrčene šume ili buša;
b) obradivo tlo dobiva se paljenjem
c) sadnja u tlo vrši se upotrebom sadilice (dibble stick) ili motike;
d) jedino gnojivo koje se koristi je pepeo drveća
e) nema nikakvog navodnjavanja, isključivo je ovisno o kiši.
f) period obrade je do tri godine.
g) vrtovi su pod različitim kulturama.

## Vanjske poveznice
- Slash and Burn Agriculture  Arhivirana inačica izvorne stranice od 25. prosinca 2010. (Wayback Machine)